# Galeodes armeniacus
Galeodes armeniacus är en spindeldjursart som beskrevs av J. Birula 1929. Galeodes armeniacus ingår i släktet Galeodes och familjen Galeodidae. Inga underarter finns listade i Catalogue of Life.